# Alençon
Alençon er hovedbyen i Orne departementet i Basse-Normandie regionen i det nordvestlige Frankrig. Indbyggerne kaldes Alençonnais.

## Historie
Det var formentlig i det 4. århundrede, mens området blev kristnet, at byen Alençon blev grundlagt. Navnet optræder første gang i et dokument fra det 7. århundrede. I det 10. århundrede var Alençon en stødpudestat mellem Normandiet og Maine regionen. I 1047 belejredes byen af hertug Vilhelm af Normandiet, senere kendt som Vilhelm Erobreren og konge af England, Byens indbyggere fornærmede Vilhelm ved at hænge dyreskind på bymurene, en hentydning til hans baggrund som illegitim søn af hertug Robert og en garvers datter. Efter at have erobret byen lod Vilhelm indbyggernes hænder afhugge som hævn. Alençon var besat af englænderne under de engelsk-normanniske krige mellem 1113 og 1203.
Byen blev hertugsæde i 1415 og tilhørte sønner af den franske konge indtil den Franske revolution. Nogle af dem spillede vigtige roller i fransk historie. Den Franske revolution førte ikke til ret meget uro i dette område, om end der var nogle monarkistiske opstande i nærheden.
Klædeindustrien skabte det berømte point d'Alençon silke. Den økonomiske udvikling i det 19. århundrede og det industrielle opsving blev skabt af en række fabrikker og der blev udviklet transportmidler i form af veje og jernbaner. lace. I første halvdel af det 20. århundrede udviklede byen en blomstrende trykkeriindustri.
Den 17. juni 1940 besatte den tyske hær Alençon. Den 12. august 1944 var Alençon den første franske by, som blev befriet af den franske hær under General Leclerc, efter mindre skader under bombardementer.
Efter krigen voksede befolkningstallet kraftigt og nye industrier kom til. Mange af disse er indenfor plastik og Moulinex var en stor kilde til beskæftigelse indtil Moulinex fabrikkerne rundt om i Frankrig blev lukket i 2001.
Alençon ligger ved A28 motorvejen til Le Mans i Sarthe mod syd. I slutningen af 2005 fik Alençon forbindelse til Rouen med en ny sektion af A28.
- La Halle aux Blés
- Fængsel
- Bibliotek

## Økonomi
I det 17. århundrede var Alençon fortrinsvis kendt for sin silkeindustri.
I dag er Alençon hjemsted for en velfungerende plastik industri og siden 1993 en plastfremstillingsskole.
MPO Fenêtres er en lokal fabrik, som fremstiller PVC vinduer. Den blev grundlagt i Alençon i 1970, og er et af de større virksomheder i Alençon med omkring 170 ansatte (2009) og en omsætning på 28 mio. euro i 2008. Det er også den ældste stadig aktive franske fabrik for PVC vinduer.

## Transport
Alençon er forbundet med motorveje til Le Mans (Sarthe) og Rouen (Haute-Normandie) efter færdiggørelsen af A28 den 27. oktober 2005
Der er også intercity busdrift fra 9-19.

## Venskabsbyer
Alençon er venskabsby med:
- Basingstoke i Storbritannien
- Koutiala i Mali
- Braine-l'Alleud i Belgien
- Quakenbrück i Tyskland

## Eksterne kilder
- Hjemmeside om liv, skrifter, religiøsitet og mission af St. Therese af Lisieux
- Byens hjemmeside Arkiveret 10. januar 2007 hos  Wayback Machine
- Borgerportal for Alencon